# Сігулес-е-Фложак
Сігулес-е-Фложак (фр. Sigoulès-et-Flaugeac) — муніципалітет у Франції, у регіоні Нова Аквітанія, департамент Дордонь. Сігулес-е-Фложак утворено 1 січня 2019 року шляхом злиття муніципалітетів Фложак i Сігулес. Адміністративним центром муніципалітету є Сігулес. Населення — 1221 особа (01.01.2021).